# Mayor polígono pequeño

Mayor polígono pequeño con 6 lados (izquierda); y el polígono regular con el mismo diámetro pero menor área (derecha).

En geometría, el mayor polígono pequeño para un número dado n, es el polígono de n lados que tiene diámetro uno (es decir, que todas sus diagonales miden como máximo una unidad) y cuya área es la mayor posible. Por ejemplo, cuando n = 4 la solución es un cuadrado (aunque no es la única solución); y cuando n es un número impar, la solución (única) es el correspondiente polígono regular.

## Cuadriláteros
Para n = 4, el área de un cuadrilátero arbitrario viene dada por la fórmula 
A = pq sin (θ) / 2
donde p y q son las dos diagonales del cuadrilátero y θ es cualquiera de los ángulos que forman entre sí. Para que el diámetro sea como máximo 1, tanto p como q deben medir como máximo 1. Por lo tanto, el cuadrilátero tiene el área más grande cuando los tres factores en la fórmula del área se maximizan individualmente, con p = q = 1 y sin (θ) = 1. La condición de que p = q significa que el cuadrilátero es un cuadrilátero equidiagonal (sus diagonales tienen la misma longitud), y la condición de que sin (θ) = 1 significa que es un cuadrilátero ortodiagonal (sus diagonales se cruzan en ángulo recto). Los cuadriláteros de este tipo incluyen el cuadrado con diagonales de longitud unitaria, que tiene el área 1/2. Sin embargo, muchos otros (infinitos) cuadriláteros ortodiagonales y equidiagonales también tienen diámetro 1 y tienen la misma área que el cuadrado, por lo que en este caso la solución no es única.
Para visualizar todas estas soluciones, basta hacer una de las diagonales horizontal y la otra vertical. Si se traslada paralelamente a sí misma la diagonal vertical (de cualquier manera, siempre que cruce a la horizontal), se obtiene un polígono convexo de 4 lados con la misma área que el cuadrado, el correspondiente polígono regular de 4 lados. Debe recordarse que la limitación de que la distancia sea menor o igual a la unidad, afecta a las diagonales del polígono, pero no a sus lados, que sí pueden medir más de uno.

## Número impar de lados
Para valores impares de n, Karl Reinhardt demostró que el correspondiente polígono regular tiene el área más grande entre todos los polígonos de diámetro uno.

## Número par de lados
En el caso de n = 6, el polígono óptimo no es regular. La solución a este caso fue publicada en 1975 por Ronald Graham, respondiendo a una pregunta planteada en 1956 por Heinrich Lenz. Tiene la forma de un pentágono equidiagonal con un triángulo obtuso isósceles unido a uno de sus lados, con la distancia desde el vértice del triángulo al vértice opuesto del pentágono igual a las diagonales del pentágono. Su área es 0.674981 .... (sucesión A111969 en OEIS), un número que satisface la ecuación
4096 x10 + 8192x9 - 3008x8 - 30848x7 + 21056x6 +   146496x5 - 221360x4 + 1232x3 + 144464x2 - 78488x + 11993 = 0.
Graham conjeturó que la solución óptima para el caso general de valores pares de n consiste en la misma forma de un (n - 1)-gono equidiagonal con un triángulo isósceles unido a uno de sus lados, y su ápice a la distancia de una unidad del vértice opuesto del (n - 1)-gono. El caso de n = 8 fue verificado por un cálculo mediante ordenador realizado por Audet y otros.
La prueba de Graham de que su hexágono es óptimo, y la prueba en ordenador del caso n = 8, involucraron un análisis caso a caso de todos los posibles thrackles de n-vértices de bordes rectos.
La conjetura completa de Graham, caracterizando la solución al problema de polígono pequeño más grande para todos los valores pares de n, fue probada en 2007 por Foster y Szabo.